# مانگاساریان
مانگاساریان (زبان ارمنی: ارمنی: Մանգասարյան), یکی از نام‌های خانوادگی رایج در میان ارمنیان می‌باشد.
- واچیک مانگاساریان
- ام.ام. مانگاساریان
- کریستینه مانگاساریان
- رافائل مانگاساریان